# 科索沃共产主义者联盟
科索沃共產主義者聯盟（塞爾維亞-克羅埃西亞語拉丁字母：，塞爾維亞-克羅埃西亞語西里爾字母：），简称科共盟（SKK），是南斯拉夫共產主義者聯盟在科索沃社会主义自治省的分支。

## 歷史
1944年，科索沃共产党作为南斯拉夫共产党在科索沃地区的分支成立。
1952年南斯拉夫共產黨第六次代表大會期間，将党改名为南斯拉夫共产主义者联盟，各共和国和自治省的党组织也相应地改名为共产主义者联盟。
1974年南斯拉夫宪法颁布後，大幅提高各共和國和自治省共盟的權力，使得科共盟形同獨立政黨。
1980年代晚期，斯洛博丹·米洛舍维奇成為塞尔维亚共產主義者聯盟的領袖，他在塞爾維亞推行民族主義，使得南斯拉夫內部民族衝突加劇。終於在1990年代導致南斯拉夫各民族的衝突及南斯拉夫社會主義聯邦共和國瓦解。
1990年7月27日，科索沃共產主義者聯盟部分成员退党，转而加入由塞尔维亚共產主義者聯盟改组而来的塞尔维亚社会党。1990年10月12日，科索沃共產主義者聯盟解散。
名义上，科索沃共產主義者聯盟是塞尔维亚共产主义者联盟的组成部分。